# Великозаболотне
Великозаболотне (колишні назви — Царедарівка, Фе́дорівка) — село в Україні, в Доманівській селищній громаді Вознесенського району Миколаївської області. Населення становить 636 осіб. До 2016 року орган місцевого самоврядування — Царедарівська сільська рада.
Розташоване за 15 км на північний захід від центру громади — Доманівки та за 25 км від найближчої залізничної станції Врадіївка.

## Населення

### Мова
Розподіл населення за рідною мовою за даними перепису 2001 року:
| Мова            | Кількість | Відсоток |
| --------------- | --------- | -------- |
| українська      | 613       | 96.38%   |
| російська       | 18        | 2.83%    |
| польська        | 2         | 0.31%    |
| білоруська      | 1         | 0.16%    |
| румунська       | 1         | 0.16%    |
| інші/не вказали | 1         | 0.16%    |
| Усього          | 636       | 100%     |

## Історія
Село було засноване на початку ХІХ сторіччя на землях, виділених урядом Російської імперії солдатам, які відзначились у російсько-турецькій війні.
Радянська влада в селі була встановлена у січні 1918 року. За часів СРСР Царедарівка була центральною садибою колгоспу імені Щорса (створений 1954 року).
19 вересня 2024 року Верховна Рада підтримала перейменування села Царедарівка на Великозаболотне. 26 вересня 2024 року перейменування набуло чинності.

## Відомі люди
Уродженцем села є Зоткін Андрій Тимофійович (1914—1984) — комбайнер, Герой Соціалістичної Праці (1951).
Також уродженцем села є Соколов "Друг Змій" Володимир Миколайович- відомий український націоналіст, член руху НВР "Правий сектор", герой битви під Чорноморським судом